# Cardiochiles planitarsus
Cardiochiles planitarsus är en stekelart som beskrevs av S. Ahmad och Shuja-uddin 2004. Cardiochiles planitarsus ingår i släktet Cardiochiles och familjen bracksteklar. Inga underarter finns listade.